# Heinrich Timm
Heinrich Timm (* 14. Dezember 1885 in Kummer (heute Stadtteil von Ludwigslust); † 21. Februar 1917 in Metz im Lazarett) war ein deutscher Flugzeugkonstrukteur.

## Leben
Heinrich Timm gilt als einer der ersten Flugzeugkonstrukteure seiner Zeit in Mecklenburg. Sein Interesse galt der damals noch in den Kinderschuhen steckenden Fliegerei. Nach einer Zimmermannslehre studierte er am Technikum in Neustadt-Glewe/Mecklenburg.
Heinrich Timms Vater, der im Raum Ludwigslust eine Sägemühle betrieb, unterstützte seinen Sohn etwa um das Jahr 1910 beim Bau eines Doppeldeckers mit zwei Propellern und mit zwei zwischen den Flügeln liegenden Steuerflächen. Weiterhin war das Flugzeug am Heck mit einem kastenförmigen Stabilisator ausgerüstet. Schriftliche Überlieferungen über Flugversuche mit diesem Flugzeugtyp gibt es bisher noch nicht. Allerdings gibt es Fotos, etwa um 1912/13 aufgenommen, die zwei von Heinrich Timm gebaute Eindecker zeigen. Beide sollen, wie der Doppeldecker, einen technisch und handwerklich vehement hervorragenden Eindruck gemacht haben und zeitgenössischen Überlieferungen nach auch erfolgreich von seinem Konstrukteur geflogen worden sein.
Heinrich Timm erwarb am 13. September 1915 den Befähigungsnachweis für das deutsche Flugzeugführerzeugnis Nr. 1042 und kam als Pilot bei den deutschen Luftstreitkräften zum Einsatz. Er gehörte als Vizefeldwebel dem zweiten Kampfgeschwader der 7. Staffel an und erlag er am 21. Februar 1917 im Lazarett von Metz den schweren Brandverletzungen, die er sechs Tage zuvor bei einer Bruchlandung nach einem Nachtflug erlitten hatte.